# Condado de Lyon (Minnesota)
O Condado de Lyon é um dos 87 condados do estado estadunidense do Minnesota. A sede do condado é Marshall, e sua maior cidade é Marshall.
O condado tinha uma área de terra de 714,41 milha quadradas (1 850,3 km2), uma população de 25 269 habitantes, e uma densidade populacional de 13.7 habitantes/km² (35.4/milha²) no Censo dos Estados Unidos de 2020. O condado foi fundado em 1868.